# Gärberbach (Gail)
Der Gärberbach ist ein Bach in der Gemeinde Obertilliach (Bezirk Lienz). Der Gärberbach entspringt westlich des Gumpedalls (Lienzer Dolomiten) und mündet bei Bergen (Gemeinde Obertilliach) von links in die Gail.

## Verlauf
Der Gärberbach entspringt zwischen Tamerlanhöhe (2376 m ü. A.) im Norden, Gumpedall (2092 m ü. A.) im Osten und Steinrastl (2184 m ü. A.). Er fließt zunächst nach Westen und nimmt nach etwas mehr als einem Kilometer rechtsseitig den Windischtal auf. In der Folge biegt der Gärberbach nach Süden ab und verläuft durch ein bewaldetes Tal bis ins Gailtal, wo er bei Bergen in die Gail mündet. 